# Бутылочка

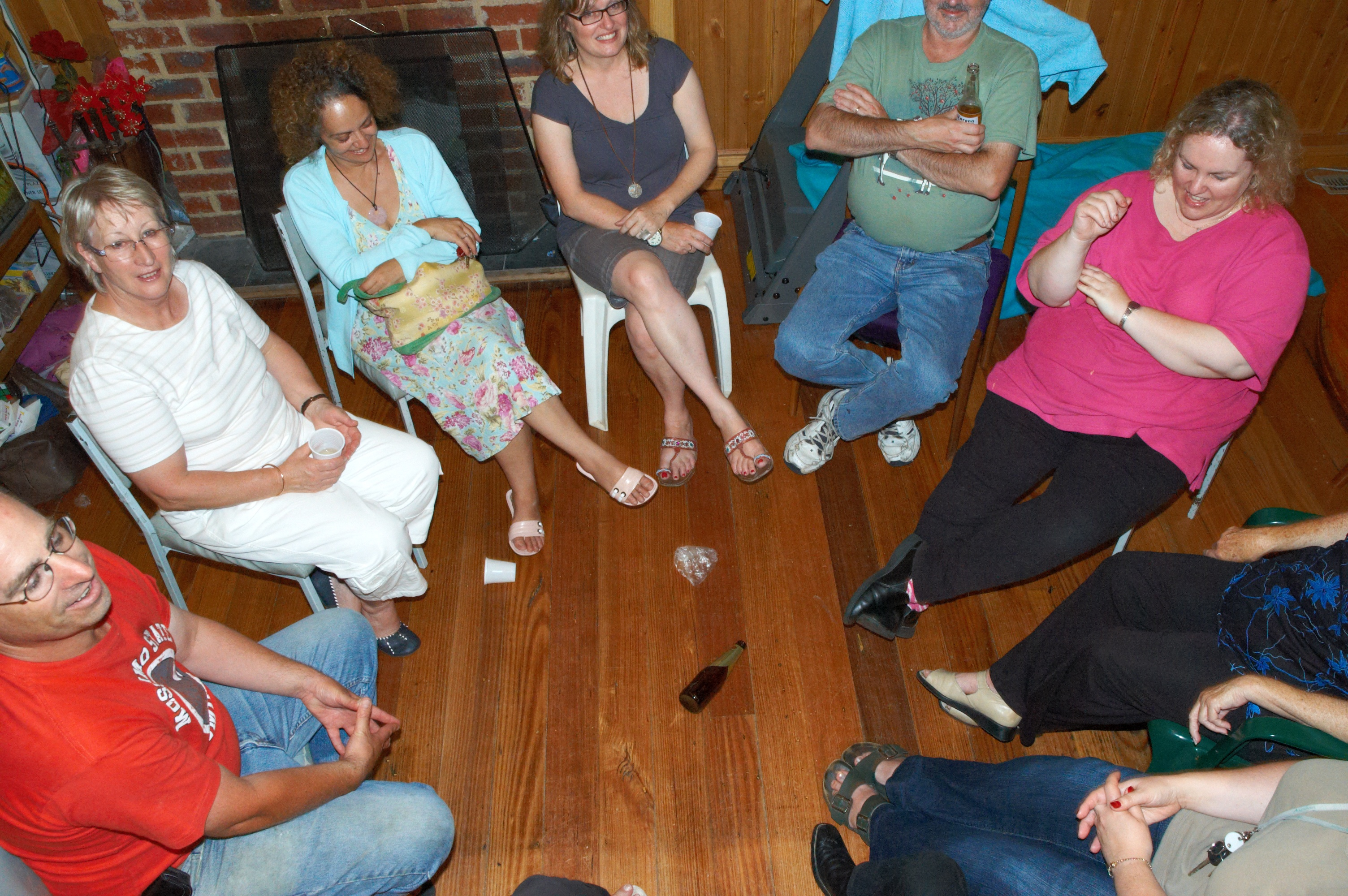
Игра в бутылочку

«Буты́лочка» — игра для преимущественно подростковой или молодёжной компании. Несколько игроков (от 4, лучше от 6) сидят в кругу, один из них раскручивает лежащую бутылку — он должен будет поцеловать того человека, на которого укажет горлышко бутылки (или ближайшее лицо противоположного пола); затем бутылку крутит тот, на кого она только что указала, и т. д. Похожий принцип лежит в основе игры «Шире круг» («Арам-шим-шим»), только в роли бутылки выступает игрок, который вращается с закрытыми глазами и вытянутой рукой в центре круга или хоровода.
Зачастую игра становится первым опытом поцелуя для игроков. Из-за этого порой вводятся послабляющие требования: целоваться через лист бумаги, полотенце, марлю, носовой платок или подушку; только в щёку или руку; при выключенном свете; выйдя из помещения и т. п.
Игра используется также на свадебных торжествах в оригинальном или видоизменённом виде.